# Schönaich
Schönaich ist eine Gemeinde in Baden-Württemberg, die zum Landkreis Böblingen gehört.

## Geografie

### Lage
Schönaich liegt auf der Schönbuchlichtung, rund drei Kilometer südöstlich von Böblingen sowie etwa 20 km südwestlich der Landeshauptstadt Stuttgart.
Schönaich bietet einiges an Grünfläche, so werden rund 42 % landwirtschaftlich genutzt (Äcker und Obstwiesen) und 38 % sind Wald.

### Gliederung
Zu Schönaich gehören das Dorf Schönaich, das Gehöft Roter Berg und die Häuser Happach, Kirchklinge, Pfefferburg, Rauhmühle, Speidelsmühle, Sulzbach und Wolfenmühle sowie die abgegangene Ortschaft Weihdorf.

### Schutzgebiete
In Holzgerlingen liegen die Landschaftsschutzgebiete Glemswald, Hangflächen um die Pfefferburg, Hochberg, Ghägnet östlich dem Waldteil Häselhau mit Umgebung und Waldwiesen im Gewand Weihdorf. Die Gemeinde hat zudem Anteil am FFH-Gebiet Glemswald und Stuttgarter Bucht.

## Geschichte

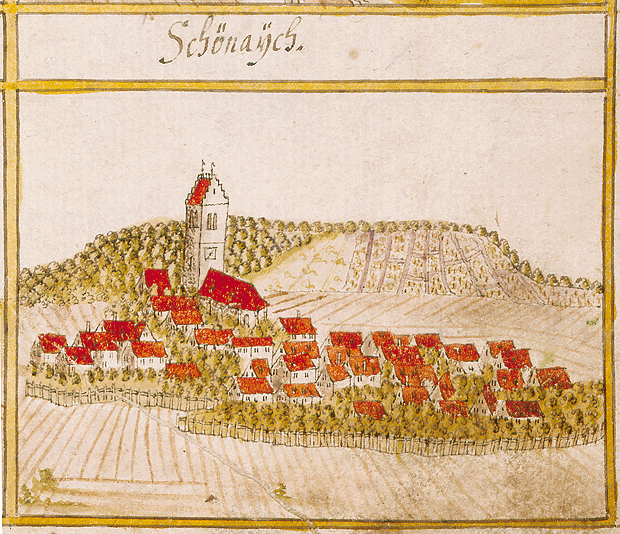
Schönaich 1681, Forstlagerbuch von Andreas Kieser

### 13. bis 19. Jahrhundert
Schönaich wurde erstmals 1274 urkundlich erwähnt. Im 13. Jahrhundert kam der ursprünglich den Pfalzgrafen von Tübingen gehörende Ort an die Herzöge von Urslingen. Diese verkauften Schönaich 1363 an Graf Eberhard II. von Württemberg. Im Dreißigjährigen Krieg wurde das Dorf weitestgehend entvölkert. Die Leibeigenschaft wurde 1817 aufgehoben.
Bei der Umsetzung der neuen Verwaltungsgliederung im Königreich Württemberg zu Beginn des 19. Jahrhunderts blieb Schönaich dem angestammten Oberamt Böblingen zugeordnet.
1850 hatte Schönaich 2100 evangelische und 15 katholische Einwohner, die in 309 Haupt- und 60 Nebengebäuden lebten und arbeiteten.

### 20. Jahrhundert
Die 1922 eröffnete Bahnlinie nach Böblingen-Zimmerschlag mit Anschluss an die Schönbuchbahn wurde bereits 1954 wieder stillgelegt.
Bei der Kreisreform während der NS-Zeit in Württemberg gelangte Schönaich 1938 zum Landkreis Böblingen. 1945 wurde der Ort Teil der Amerikanischen Besatzungszone und gehörte somit zum neu gegründeten Land Württemberg-Baden, das 1952 im jetzigen Bundesland Baden-Württemberg aufging. Nach dem Zweiten Weltkrieg nahm der Ort etwa 1500 Heimatvertriebene auf.
Am 12. September 1982 kollidierte beim Eisenbahnunfall von Pfäffikon ZH in der Schweiz ein Reisebus mit einem Regionalzug, wodurch 39 Mitglieder des TSV Schönaich getötet wurden.

## Bevölkerung

### Religionen
1534 wurde in Schönaich die Reformation eingeführt. Seither war der Ort evangelisch geprägt. Der Zuzug von Heimatvertriebenen aus dem deutschen Osten führte nach dem Zweiten Weltkrieg zur Gründung einer römisch-katholischen Kirchengemeinde.

### Einwohnerentwicklung
Die Einwohnerzahlen sind Schätzungen, Volkszählungsergebnisse (*) oder amtliche Fortschreibungen der jeweiligen Statistischen Ämter (nur Hauptwohnsitze). Alle Zahlen ab 1871 stammen vom Statistischen Landesamt Baden-Württemberg.
| Jahr               | Einwohner |
| ------------------ | --------- |
| 1630               | 931       |
| 1640               | 50        |
| 1655               | 369       |
| 1704               | 693       |
| 1850               | 2115      |
| 1. Dezember 1871 * | 1907      |
| 1. Dezember 1880 * | 1970      |

| Jahr                 | Einwohner |
| -------------------- | --------- |
| 1. Dezember 1890 *   | 1959      |
| 1. Dezember 1900 *   | 2051      |
| 1. Dezember 1910 *   | 2359      |
| 16. Juni 1925 *      | 2395      |
| 16. Juni 1933 *      | 2641      |
| 17. Mai 1939 *       | 2920      |
| 13. September 1950 * | 4254      |

| Jahr              | Einwohner |
| ----------------- | --------- |
| 6. Juni 1961 *    | 5923      |
| 27. Mai 1970 *    | 8.243     |
| 31. Dezember 1975 | 8.800     |
| 31. Dezember 1980 | 9.398     |
| 27. Mai 1987 *    | 9.229     |
| 31. Dezember 1990 | 9.706     |
| 31. Dezember 1995 | 9.954     |

| Jahr              | Einwohner |
| ----------------- | --------- |
| 31. Dezember 2000 | 10.061    |
| 31. Dezember 2005 | 9.993     |
| 31. Dezember 2010 | 9.679     |
| 31. Dezember 2015 | 10.083    |
| 31. Dezember 2020 | 10.795    |

## Politik

### Gemeinderat
Der Gemeinderat in Schönaich besteht aus den 18 gewählten ehrenamtlichen Gemeinderäten und der Bürgermeisterin als Vorsitzende. Die Bürgermeisterin ist im Gemeinderat stimmberechtigt. Die Kommunalwahl am 9. Juni 2024 führte zu folgendem Ergebnis:
| Parteien und Wählergemeinschaften | Parteien und Wählergemeinschaften                                     | % 2024  | Sitze 2024 | % 2019 | Sitze 2019 | Kommunalwahl 2024 %50403020100 40,2920,6019,557,6711,89 CDU/FWVGrüneSPDFDP/UWGAfDGewinne und Verlusteim Vergleich zu 2019 %p 12 10 8 6 4 2 0 −2 −4 −6−0,51−5,90−3,45−1,93+11,89CDU/FWVGrüneSPDFDP/UWGAfD |
| CDU/FWV                           | Christlich Demokratische Union Deutschlands / Freie Wählervereinigung | 40,29   | 7          | 40,8   | 7          | Kommunalwahl 2024 %50403020100 40,2920,6019,557,6711,89 CDU/FWVGrüneSPDFDP/UWGAfDGewinne und Verlusteim Vergleich zu 2019 %p 12 10 8 6 4 2 0 −2 −4 −6−0,51−5,90−3,45−1,93+11,89CDU/FWVGrüneSPDFDP/UWGAfD |
| Grüne                             | Bündnis 90/Die Grünen                                                 | 20,60   | 4          | 26,5   | 5          | Kommunalwahl 2024 %50403020100 40,2920,6019,557,6711,89 CDU/FWVGrüneSPDFDP/UWGAfDGewinne und Verlusteim Vergleich zu 2019 %p 12 10 8 6 4 2 0 −2 −4 −6−0,51−5,90−3,45−1,93+11,89CDU/FWVGrüneSPDFDP/UWGAfD |
| SPD                               | Sozialdemokratische Partei Deutschlands                               | 19,55   | 4          | 23,0   | 4          | Kommunalwahl 2024 %50403020100 40,2920,6019,557,6711,89 CDU/FWVGrüneSPDFDP/UWGAfDGewinne und Verlusteim Vergleich zu 2019 %p 12 10 8 6 4 2 0 −2 −4 −6−0,51−5,90−3,45−1,93+11,89CDU/FWVGrüneSPDFDP/UWGAfD |
| FDP/UWG                           | Freie Demokratische Partei / Unabhängige Wählergemeinschaft           | 7,67    | 1          | 9,6    | 2          | Kommunalwahl 2024 %50403020100 40,2920,6019,557,6711,89 CDU/FWVGrüneSPDFDP/UWGAfDGewinne und Verlusteim Vergleich zu 2019 %p 12 10 8 6 4 2 0 −2 −4 −6−0,51−5,90−3,45−1,93+11,89CDU/FWVGrüneSPDFDP/UWGAfD |
| AfD                               | Alternative für Deutschland                                           | 11,89   | 2          | –      | –          | Kommunalwahl 2024 %50403020100 40,2920,6019,557,6711,89 CDU/FWVGrüneSPDFDP/UWGAfDGewinne und Verlusteim Vergleich zu 2019 %p 12 10 8 6 4 2 0 −2 −4 −6−0,51−5,90−3,45−1,93+11,89CDU/FWVGrüneSPDFDP/UWGAfD |
| Gesamt                            | Gesamt                                                                | 100     | 18         | 100    | 18         | Kommunalwahl 2024 %50403020100 40,2920,6019,557,6711,89 CDU/FWVGrüneSPDFDP/UWGAfDGewinne und Verlusteim Vergleich zu 2019 %p 12 10 8 6 4 2 0 −2 −4 −6−0,51−5,90−3,45−1,93+11,89CDU/FWVGrüneSPDFDP/UWGAfD |
| Wahlbeteiligung                   | Wahlbeteiligung                                                       | 65,29 % | 65,29 %    | 62,0 % | 62,0 %     | Kommunalwahl 2024 %50403020100 40,2920,6019,557,6711,89 CDU/FWVGrüneSPDFDP/UWGAfDGewinne und Verlusteim Vergleich zu 2019 %p 12 10 8 6 4 2 0 −2 −4 −6−0,51−5,90−3,45−1,93+11,89CDU/FWVGrüneSPDFDP/UWGAfD |

### Bürgermeister
Im Zuge der turnusgemäßen Bürgermeisterwahl im Oktober 2015 wurde der bisherige Amtsinhaber Tobias Heizmann mit 92 Prozent der abgegebene Stimmen im Amt bestätigt. Bedingt durch den Wechsel Heizmanns durch seine Berufung als Erster Bürgermeister nach Böblingen, wurde in Schönaich eine vorzeitige Neuwahl erforderlich. Diese wurde im November 2017 durchgeführt. Daniel Schamburek wurde mit 54,4 Prozent der abgegebenen Stimmen gewählt.
Nach anhaltenden Spannungen zwischen ihm und dem Gemeinderat gab Daniel Schamburek am 12. Januar 2021 seinen Rücktritt als Bürgermeister bekannt.
Am 16. Mai 2021 wurde Anna Walther (SPD) mit einer Mehrheit von 59,88 Prozent zur neuen Bürgermeisterin gewählt.

### Wappen
| Wappen der Gemeinde Schönaich | Blasonierung: „In Gold (Gelb) auf grünem Boden eine grüne Eiche mit natürlichem Stamm und natürlichen Eicheln.“ |
| Wappen der Gemeinde Schönaich | Wappenbegründung: Als Markstein- beziehungsweise Fleckenzeichen galt 1681 eine Art von Dreipass, der vielleicht als ein stark stilisiertes Eichenblatt gedeutet und so mit dem Gemeindenamen in Verbindung gebracht werden kann. Spätestens im Jahre 1903 zeigte das Schultheißenamtssiegel die „redende“ Wappenfigur einer Eiche. Nach 1919 führte die Gemeinde zunächst eine naturfarbene Eiche im roten Wappenschild. Das jetzige, heraldisch verbesserte Wappen ist seit dem Jahre 1951 im Gebrauch, aber: Schönaich hat seinen Namen von dem Flüsschen Aich, die Eiche kam nur durch volksetymologische Deutung ins Wappen. |

### Partnerschaften
Partnergemeinden von Schönaich sind
- seit 1990 Hartmannsdorf in Sachsen
- seit 2000 Rocquencourt bei Paris (Frankreich), seit 2019: Le Chesnay-Rocquencourt
- seit 2019 Mirabella Imbaccari auf Sizilien, Italien
- seit 2022 Pfäffikon ZH, Kanton Zürich, Schweiz

## Kultur und Sehenswürdigkeiten

### Museen
Im „Alten Rathaus“ ist heute das Heimatmuseum untergebracht.

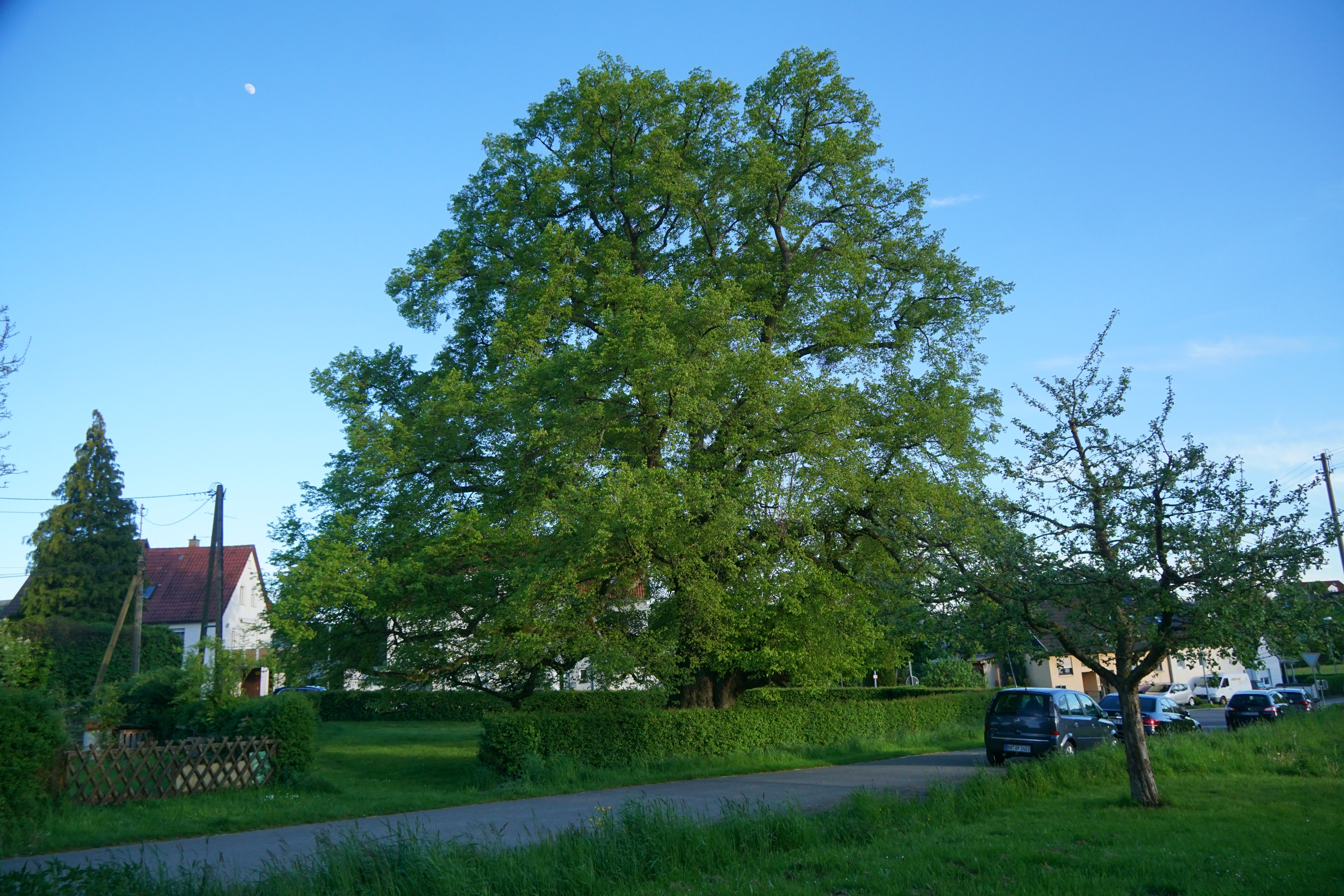
Linde am Steinbaß
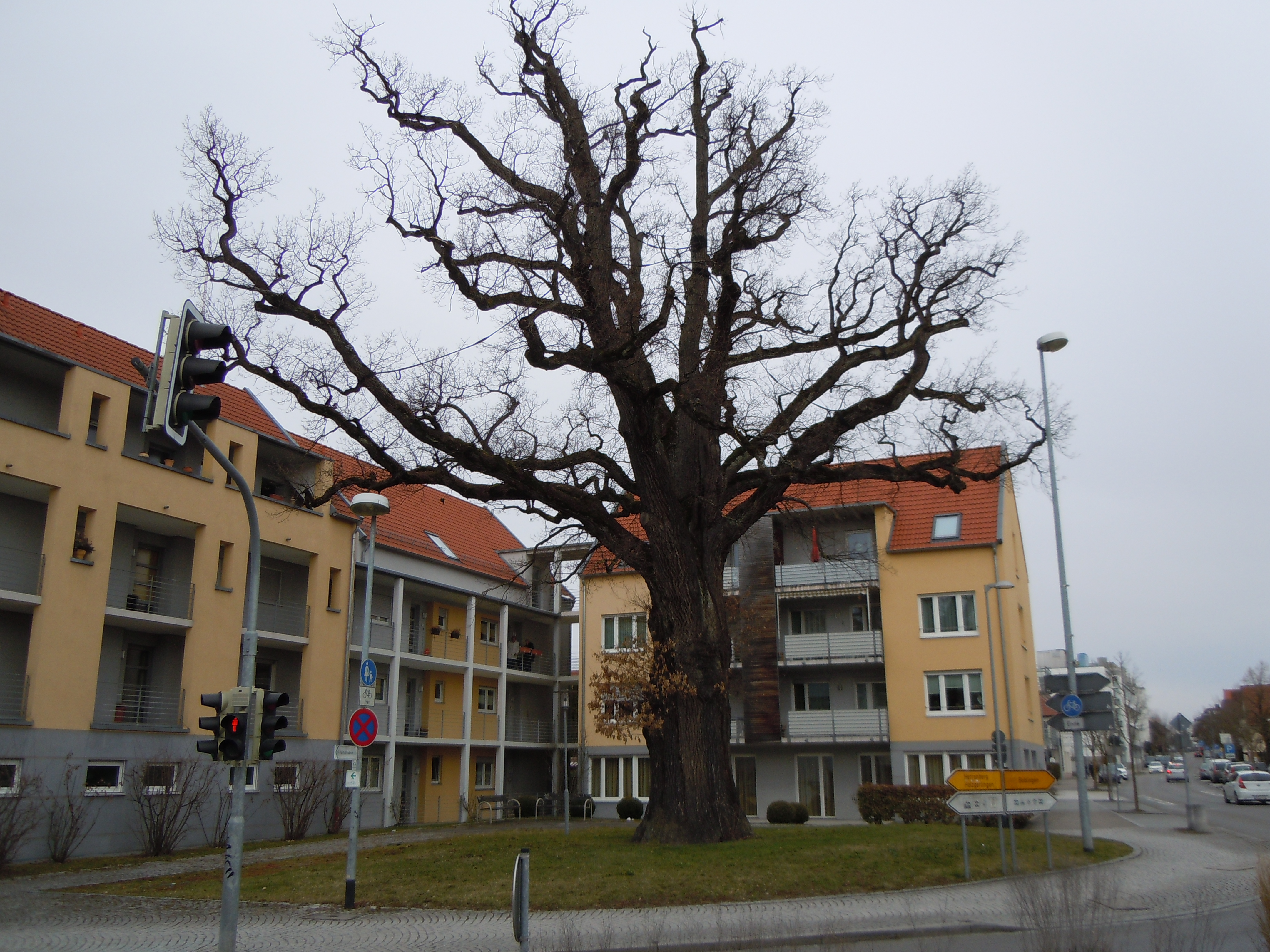
„Das Eichele“

### Naturdenkmale
Im Gebiet der Gemeinde gibt es 15 flächenhafte Naturdenkmale und 4 Einzelgebilde-Naturdenkmale. Zwei bemerkenswerte alte Baumveteranen stehen direkt im Ort:
- die Linde am Steinbaß an der Straße nach Steinenbronn und
- „Das Eichele“ eine 350 Jahre alte, dicke Stieleiche an der Ecke Böblinger Straße/Holzgerlinger Straße.[12]

### Bauwerke
Luftschutzstollen

Aufgrund der Fliegerangriffe während des Zweiten Weltkrieges in und um Schönaich
erwog man den Bau von Luftschutzstollen. So wurden einige Monate vor Kriegsende unterhalb der heutigen Bühläckersiedlung Luftschutzstollen im Stubensandsteinfels für die Zivilbevölkerung angelegt.
Das geschah vorwiegend in Privatinitiative. Holz gab es dazu offiziell nicht, denn laut dem Kreisbaumeister vom Landratsamt Böblingen hieß es: „Bei der außerordentlich starken Materialknappheit können Luftschutz-Stollenbauten nur noch in ganz besonders stark bedrohten Gemeinden durchgeführt werden. Die Gemeinde Schönaich kann nicht darunter gezählt werden. Sollte aber der Stollen ganz in massiven Fels erstellt werden, sodass weder Holz noch Zement zum Ausbau des Stollens benötigt wird, dann hätte ich nach den vorgelegten Plänen gegen den Bau des Stollens nichts einzuwenden.“

## Wirtschaft

### Ansässige Unternehmen
- Faulhaber stellt kleinste Elektromotoren, Getriebe und Steuerungen her. Das Unternehmen wurde 1947 gegründet, hat seinen Hauptsitz in Schönaich und beschäftigt dort rund 700 Mitarbeiter.
- Synapticon ist ein Technologieunternehmen, das sich auf den Übergangsbereich zwischen anspruchsvoller Software und Elektromechanik konzentriert. Das Unternehmen bietet ein umfassendes Portfolio an Motion-Control-Technologie für Roboter- und Automatisierungs-OEMs und beschäftigt dort rund 75 Mitarbeiter.

### Bildungseinrichtungen
Mit der Haupt- und Realschule und der Grund- und Förderschule, beide nach Johann Bruecker benannt, verfügt Schönaich über zwei Schulen.

## Verkehr
Schönaich war zwischen 1922 und 1959 durch die Bahnstrecke Schönaicher First–Schönaich an das Eisenbahnnetz angebunden. Seither übernehmen Im Personenverkehr Regionalbusse diese Aufgabe.

## Persönlichkeiten

### Ehrenbürger
- Johann Bruecker (1881–1965), Fabrikant, stellte elektrische Rasierapparate in den USA her und stiftete mehrere Häuser für sozial schwache Familien
- Wilhelm Griasch, evangelischer Pfarrer

### Söhne und Töchter der Gemeinde
- Immanuel Gottlieb Kolb (1784–1859), württembergischer Pädagoge und Pietist
- Heidi-Elke Gaugel (* 1959), Leichtathletin, Bronzemedaillengewinnerin bei den Olympischen Spielen 1984 in Los Angeles mit der 4-mal-400-Meter-Staffel.
- Dorothee Meister (* 1960), Erziehungswissenschaftlerin, Professorin für Medienpädagogik und empirische Medienforschung an der Universität Paderborn
- Viola Shafik (* 1961), Filmtheoretikerin, Kuratorin und Filmemacherin